# Leskea lagoensis
Leskea lagoensis là một loài Rêu trong họ Leskeaceae. Loài này được (Hampe) Gier mô tả khoa học đầu tiên năm 1978.